# Stanisław Cuchra-Cukrowski
Stanisław Cezary Cuchra-Cukrowski (ur. 21 stycznia 1932 w Łodzi, zm. 18 stycznia 1991, tamże) – polski architekt, malarz i rysownik.
Cuchra-Cukrowski ukończył studia na Wydziale Architektury Wnętrz Państwowej Wyższej Szkole Sztuk Plastycznych w Łodzi, gdzie uczył się pod kierunkiem Romana Manna i Władysława Bojkowa w 1956. W pracy artystycznej zajmował się głównie adaptacjami zabytkowych budynków oraz projektowaniem ekspozycji wystaw artystycznych i muzealnych. Od 1956 był członkiem ZPAP, w którym przewodniczył Sekcji Architektury Wnętrz w Okręgu Łódzkim w latach 1966–1977.
Pochowany na Starym Cmentarzu w Łodzi.

## Realizacje
- Wnętrza muzeum Bitwy nad Bzurą w Kutnie (1969)[6],
- Projekt wnętrz Muzeum Walki i Martyrologii na Radogoszczu – oddział Muzeum Historii Ruchu Rewolucyjnego w Łodzi (1975),
- Projekt wnętrz Willa Leopolda Kindermanna w Łodzi na potrzeby Galerii Willi (1975),
- Adaptacja piwnic zabytkowego budynek Teatru „Arlekin” w Łodzi (1976),
- Adaptacja piwnic[2] i rekonstrukcja wnętrz oraz aranżacja kawiarni muzealnej[5] w Pałacu Izraela Poznańskiego na potrzeby Muzeum Historii Miasta Łodzi (1976)[2],
- Wnętrza Muzeum w Polichnie[7].

## Nagrody i odznaczenia
- Medale ZPAP za projekty wnętrz (1974, 1975, 1979, 1981),
- Oznaka Zasłużony Działacz Kultury[2]

## Wystawy

### Wystawy zbiorowe
- Triennale Rysunku (Wrocław 1965),
- Ogólnopolska Wystawa Architektoniczna (Gdańsk 1968),
- Ogólnopolska Wystawa Projektowania Wystawiennictwa i Imprez Masowych (Warszawa 1969),
- Wystawa Stuki Użytkowej Artystów Ziemi Łódzkiej (Szeged 1974),
- Wystawa Architektury Wnętrz Proj. i Realizacji (Łódź 1975),
- Wystawa Twórcy 1945-1980 (Łódź 1980)[2].

### Wystawy indywidualne
- Benefis Stanisława Cuchry-Cukrowskiego w Muzeum Historii Miasta Łodzi (1978)[5].